# 1670 (serial telewizyjny)

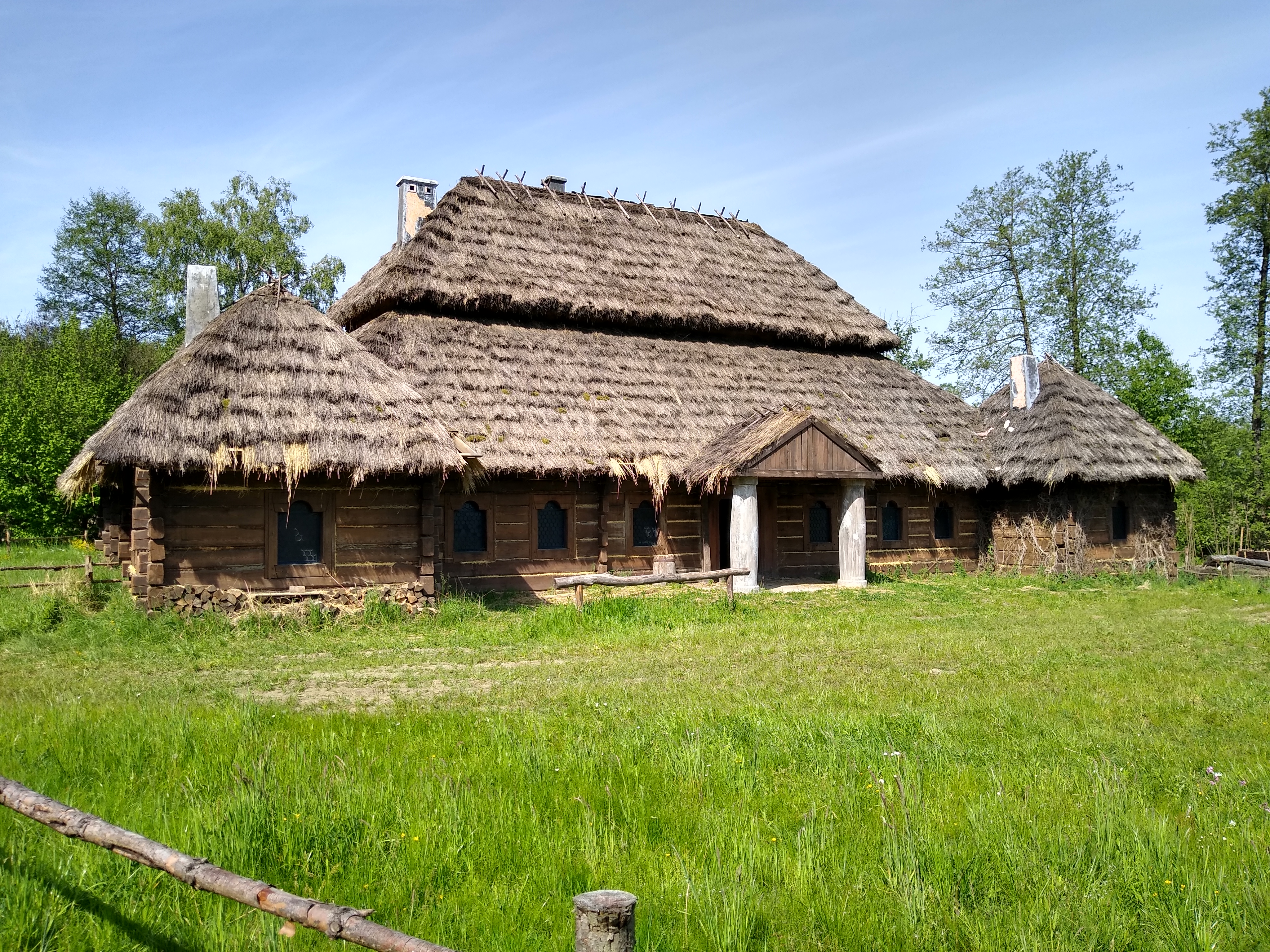
Serialowy dworek Jana Pawła Adamczewskiego w Muzeum Kultury Ludowej w Kolbuszowej (2024)

1670 – polski serial komediowo-kostiumowy w konwencji mockumentu, w reżyserii Macieja Buchwalda i Kordiana Kądzieli, od 13 grudnia 2023 dostępny na platformie Netflix.

## Fabuła
Akcja toczy się w tytułowym roku 1670. Głównym bohaterem jest Jan Paweł Adamczewski (Bartłomiej Topa), głowa rodziny szlacheckiej, właściciel „mniejszej połowy” wsi Adamczycha. Jego zdaniem ówczesna Rzeczpospolita to najpotężniejsze państwo świata, które osiągnęło najwyższy poziom rozwoju, natomiast marzeniem – zostanie najsłynniejszym Janem Pawłem w historii Polski. Na przeszkodzie realizacji tego celu stoją problemy życia codziennego, np. udział w sejmiku, podczas którego trzeba zawetować propozycję podniesienia podatków, wydanie córki za syna magnata czy zmotywowanie chłopów do dalszej pracy.
Jan Paweł ma żonę Zofię (Katarzyna Herman) oraz troje dzieci: Anielę (Martyna Byczkowska), Jakuba (Michał Sikorski) i Stanisława (Michał Balicki). Zofia jest nietolerancyjną fanatyczką religijną. Aniela walczy z poglądami ojca, martwi się o katastrofę klimatyczną, która ma nastąpić za 380 lat. Jest ona obiektem westchnień Macieja (Kirył Pietruczuk) – pochodzącego z Litwy pomocnika kowala, który przybył do Adamczychy w ramach „chłopskiej wymiany Erazmus”. Stanisław pragnie ożenić się z dziewczyną z Wilanowa. Jakub jest cynicznym księdzem, którego celem jest zebranie jak najwięcej pieniędzy od wiernych. Sąsiadem Jana Pawła jest obyty ze światem Andrzej, właściciel „większej połowy” Adamczychy. Emanacją Jana Pawła jest zubożały szlachcic i husarz Bogdan (Dobromir Dymecki), który brał udział we wszystkich ostatnich klęskach militarnych. We wsi znajduje się karczma, prowadzona przez Żyda (Sebastian Pawlak) marzącego, by dostać się do jakiegoś światowego spisku żydowskiego.

## Lista odcinków
Źródło: Filmweb.pl
1. Sejmik
2. Folwark
3. Wiosna
4. Marsz równości
5. Dżuma
6. Pojedynek
7. Polowanie
8. Wesele

## Obsada
Źródło: Filmpolski.pl

- Bartłomiej Topa – Jan Paweł Adamczewski
- Katarzyna Herman – Zofia Adamczewska, żona Jana
- Martyna Byczkowska – Aniela Adamczewska, córka Jana i Zofii
- Michał Sikorski – Jakub Adamczewski, syn Jana i Zofii
- Michał Balicki – Stanisław Adamczewski, syn Jana i Zofii
- Andrzej Kłak – Andrzej Pobreża
- Dobromir Dymecki – Bogdan, brat Zofii
- Kirył Pietruczuk – Maciej, pomocnik kowala
- Radosław Krzyżowski – Ciesław Ryczyński
- Sebastian Pawlak – Żyd karczmarz
- Agata Łabno – Dagmara, córka Andrzeja
- Maria Witkowska – Kornelia, córka Andrzeja
- Laura Pajor – Teresa, córka Andrzeja
- Marta Król – Rozalia Ryczyńska
- Angelika Smyrgała – Jadwiga Ryczyńska
- Paulina Matusewicz – Marianna
- Irena Melcer – Regina
- Piotr Napierała – chłop Bartosz
- Maurycy Łyczko – chłop Grzegorz
- Artur Janusiak – chłop Lesław
- Paweł Smagała – chłop Marian
- Kazimierz Mazur – chłop Wojciech
- Igor Korus – chłop woźnica
- Katarzyna Zarychta – chłopka Marysia
- Ewelina Zawada – chłopka Ula
- Aleksandra Skraba – chłopka Arleta
- Daniel Guzdek – Jędrula
- Marek Pyś – starszy chłop
- Tomira Kowalik – stara chłopka
- Andrzej Nejman – szlachcic Władysław
- Mirosław Koncewicz – szlachcic Mieczysław
- Wojciech Błach – szlachcic Gniewko
- Elżbieta Okupska – Stasia
- Konrad Żygadło – Jeremi
- Dariusz Toczek – kmieć
- Patrycja Zywert-Szypka – żona kmiecia
- Bartosz Gelner – Henryk Lubopolski
- Natalia Szada – chłopka Nata
- Mariusz Kiljan – ksiądz Żmija
- Aleksander Janiszewski – wójt
- Joanna Pawluśkiewicz – wójtowa
- Bartosz Młynarski – chłop Sebastian
- Grzegorz Ciągardlak – chłop Wawrzyniec
- Marta Zgutczyńska – chłopka Anna

## Produkcja
Scenariusz do serialu - autorstwa Jakuba Rużyłły - powstał w 2020 r. podczas pandemii COVID-19. Reżyserią zajęli się Maciej Buchwald (odcinki 1-4) oraz Kordian Kądziela (odcinki 5-8). Pomysłodawcy serialu przez trzy lata bezskutecznie szukali nadawcy, który byłby zainteresowany jego emisją. Zgodę na to wyraził Netflix oraz producent Kuba Razowski. Ponadto Netflix zgodził się sfinansować całą produkcję.
Plan zdjęciowy zlokalizowano przede wszystkim na terenie Parku Etnograficznego Muzeum Kultury Ludowej w Kolbuszowej. Część scen nakręcono w zabytkowym Zespole Cerkiewnym w Radrużu oraz Muzeum Kresów w Lubaczowie.
W serialu pojawia się wiele nawiązań do polskiej kultury i historii. Imiona głównego bohatera nawiązują do imion papieża Jana Pawła II i uchodzą za cenzopapę. Fryzura oraz ironiczne zachowanie chłopa Macieja nawiązuje do postaci Jima Halperta z amerykańskiego serialu komediowego Biuro. W pierwszym odcinku Stanisław i jego zespół muzyczny (nazywany „stodołowym”) gra Króla Artura skomponowanego w 1691 r. przez Henry’ego Purcella. W szóstym odcinku podczas przygotowującego się do pojedynku Jana Pawła gra piosenka The Final Countdown zespołu Europe, zaaranżowana na dawne instrumenty muzyczne.

## Odbiór
Premiera serialu nastąpiła 13 grudnia 2023. Cieszył się on dużą popularnością w Polsce, Stanach Zjednoczonych, Niemczech i Wielkiej Brytanii. Od 13 do 17 grudnia 2023 w Stanach Zjednoczonych obejrzało go 806,4 tys. abonentów Netfliksa, w Niemczech – 514,8 tys., w Wielkiej Brytanii – ok. 253 tys. Zajął również 2. miejsce na liście najlepszych nowych seriali 2023 roku według użytkowników portalu Filmweb. Krytyk filmowy Dawid Muszyński z portalu Naekranie.pl przyznał produkcji ocenę 8/10. W recenzji stwierdził, że fabuła stanowi znakomitą satyrę na obecną rzeczywistość. Pochlebne opinie wyrazili również krytycy filmowi Tomasz Raczek i Karolina Korwin Piotrowska.
W ramach 32. finału Wielkiej Orkiestry Świątecznej Pomocy aktorzy serialu zorganizowali aukcje charytatywne. Bartłomiej Topa oraz Katarzyna Herman wystawili do licytacji „wspólny ziemniaczany posiłek”, a Michał Sikorski kremówkę ze spacerem po Wadowicach. Aukcja ta zakończyła się 28 stycznia, zaś kwota końcowa wyniosła 35 101 złotych.
6 marca 2024 potwierdzono rozpoczęcie prac nad drugim sezonem serialu, którego premierę zaplanowano na 2025 rok.
1 kwietnia 2025 Netflix potwierdził zamówienie trzeciego sezonu, którego premiera jest zaplanowana na 2026 rok.